# 1992年冬季残疾人奥林匹克运动会荷兰代表团
1992年冬季残疾人奥林匹克运动会荷兰代表团是荷兰派出的1992年冬季残疾人奥林匹克运动会代表团。未获得奖牌。